# Liste der Biografien/Faf
Liste der Biografien |
Portal Biografien |
Personensuche
# |
A |
B |
C |
D |
E |
F |
G |
H |
I |
J |
K |
L |
M |
N |
O |
P |
Q |
R |
S |
T |
U |
V |
W |
X |
Y |
Z |
?
 
Fa |
Fe |
Ff |
Fh |
Fi |
Fj |
Fk |
Fl |
Fm |
Fn |
Fo |
Fr |
Ft |
Fu |
Fy
 
Faa |
Fab |
Fac |
Fad |
Fae |
Faf |
Fag |
Fah |
Fai |
Faj |
Fak |
Fal |
Fam |
Fan |
Fao |
Fap |
Faq |
Far |
Fas |
Fat |
Fau |
Fav |
Faw |
Fax |
Fay |
Faz
Die Liste der Biografien führt alle Personen auf, die in der deutschsprachigen Wikipedia einen Artikel haben. Dieses ist eine Teilliste mit 9 Einträgen von Personen, deren Namen mit den Buchstaben „Faf“ beginnt.

## Faf

### Fafa
- Fafalis, Lefteris (* 1976), griechischer Skilangläufer und Biathlet
- Fafara, Dez (* 1966), US-amerikanischer SängerDez Fafara (* 1966)

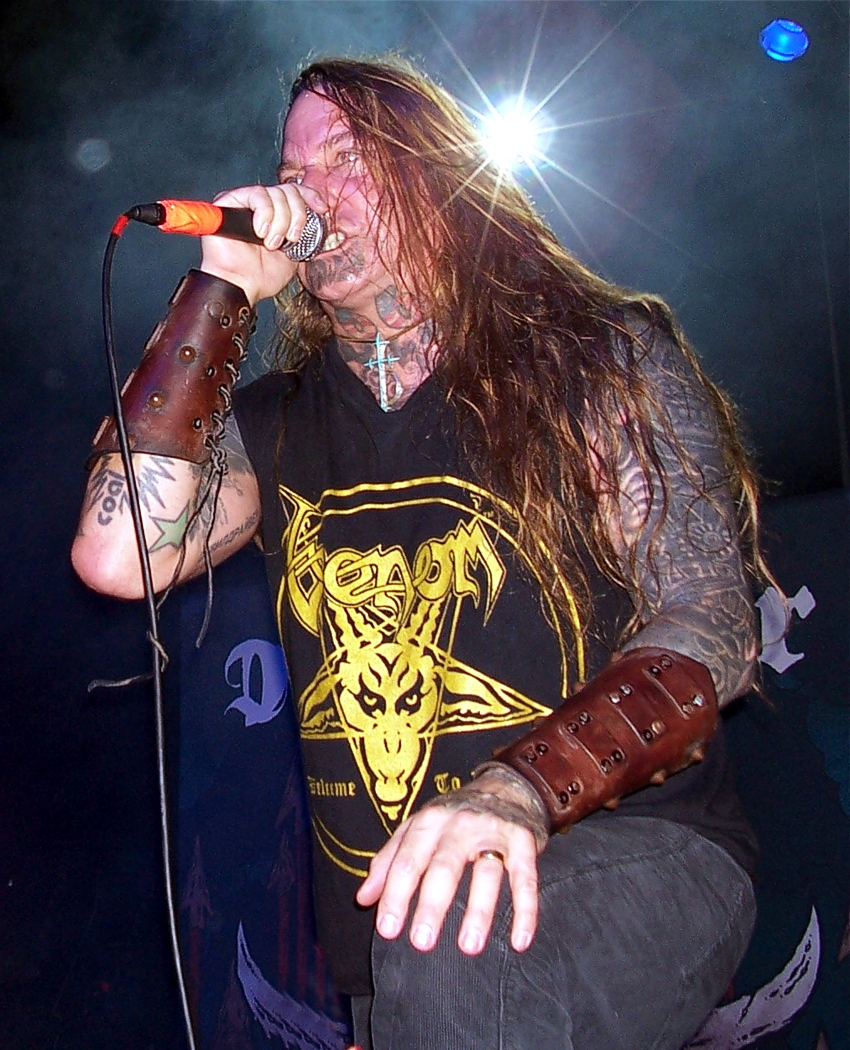
Dez Fafara (* 1966)

- Fafard, Antoine, kanadischer Bassist in Großbritannien
- Fafard, Thomas (* 1998), kanadischer Mittel- und Langstreckenläufer

### Fafe
- Fafé, Diamantino Iuna (* 2001), guinea-bissauischer Ringer

### Fafi
- Fafi (* 1976), französische Künstlerin
- Fafié, Ab (1941–2012), niederländischer Fußballspieler und -trainer
- Fafila († 739), König von Asturien

### Fafr
- Fąfrowicz, Piotr (* 1958), polnischer Maler und Buchillustrator